# Etiqueta de vino

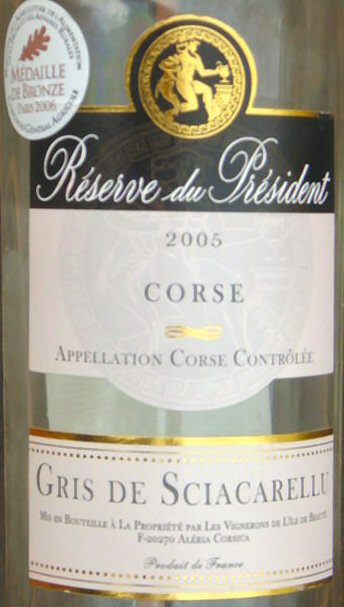
Etiqueta de Gris de Sciacarellu, Réserve du President, un vino con denominación de origen de Córcega, en la que puede verse la etiqueta principal, la inferior y una medalla..

La etiqueta de vino es una marca, normalmente de papel colocada sobre una botella de vino en la que se proporciona información al consumidor. Las indicaciones pueden llegar a ser complejas y en muchos países están estrictamente reglamentadas. Además, por su diseño y variedad es objeto de coleccionismo.

## Etiqueta principal y otras
La etiqueta principal suele ser cuadrada, no inferior a 10 cm² y puede estar acompañada de otras etiquetas menores:
- la etiqueta inferior, es una etiqueta pequeña y estrecha situada justo bajo la etiqueta principal;
- la contraetiqueta, es una etiqueta situada en la parte opuesta de la etiqueta principal donde suele darse información adicional, como el proceso de ensamblaje, la nota de cata o el aval del consejo regulador de la denominación de origen;
- la cápsula, es el revestimiento de estaño que cubre la boca y el tapón de la botella para proteger el contenido y como ornamento;
- el collarín, es una faja de papel que recubre la parte inferior de la cápsula, en forma de anello, y que suele llevar impreso el nombre de la bodega;
- el sello, es una etiqueta pequeña colocada en el pit de la botella de champán para indicar el tipo de champán o cava;
- la etiqueta de hierro, es un adorno metálico en forma de medalla que se cuelga de la botella mediante un collar.

## Regulación en la Unión Europea
El reglamento UE 1308/2013, regula el etiquetado de los productos alimenticios. En su artículo 119 establece las siguientes indicaciones obligatorias en los vinos:
- la categoría del vino (vino, de licor, espumoso, de aguja, gasificado, ...), excepto en los vinos con denominación de origen o indicación geográfica en los que podrá omitirse;
- en los vinos con denominación de origen protegida o indicación geográfica protegida, la expresión "denominación de origen protegida" o "indicación geográfica protegida" junto con el nombre de la denominación geográfica;
- el grado alcohólico volumétrico adquirido (% vol.);
- la procedencia (país de origen);
- el embotellador o, en el caso del vinos espumosos, el nombre del productor o del vendedor;
- el importador, en el caso de los vinos importados;
- para los vinos espumosos, indicación del contenido de azúcar.

En los casos de denominaciones de origen que estén reconocidas como tradicionales, se puede omitir de la etiqueta la expresión "denominación de origen protegida". Este es el caso del Champán o los vinos de Jerez.
Si el vino contiene alguna sustancia que pueda producir alergias, como los sulfitos, también debe indicarse en la etiqueta.
Además se pueden incluir también las siguientes indicaciones facultativas:
- el año de la cosecha;
- las variedades de uva utilizadas;
- en vinos no espumosos, términos que indiquen el contenido de azúcar (dulce, seco, ...);
- cuando se trate de vinos con denominación de origen protegida o indicación geográfica protegida, términos tradicionales identificativos (método de elaboración o envejecimiento, calidad, color, tipo de lugar, ...);
- el símbolo de la Unión de denominación de origen protegida o indicación geográfica protegida;
- términos que se refieran a determinados métodos de producción;
- en el caso de los vinos acogidos a una denominación de origen protegida o una indicación geográfica protegida, el nombre de otra unidad geográfica menor o más amplia que la zona abarcada por la denominación de origen o la indicación geográfica.

Todos los datos incluidos en la etiqueta deben ser ciertos y no dar lugar a confusión con otras denominaciones de origen.

## La etiqueta enEspaña
En la etiqueta principal consta la categoría del vino:
- Vino de mesa. No lleva ninguna mención al origen geográfico.
- Vino de la tierra, seguido del nombre de una región.
- Denominación de origen. Está coordinado por el Instituto Nacional de las Denominaciones de Origen (INDO) y la gestión está transferida a las comunidades autónomas.
- Denominación de origen calificada, está reservada a los vinos que responden a unos criterios muy precisos de calidad y regularidad.
- Vino de pago, designa un vino cultivado y producido en un pago o finca determinado, perteneciente o no a una denominación, pero con una calidad contrastada.
- Vino de pago calificado: designa un vino de pago que está totalmente incluido en una denominación de origen calificada.

Las menciones de envejecimiento son reguladas de forma precisa, aunque la duración puede variar de una denominación a otra:
- Vino joven, o sin crianza, es un vino embotellado justo después de la clarificación. Si no hay mención de añejamiento es que se trata de un vino joven.
- Crianza. Se comercializa después de un envejecimiento de dos años, con mínimo seis meses en barrica de roble. Para los blancos y rosados, el tiempo de crianza es de 18 meses.
- Reserva. Los vinos tintos de reserva han envejecido 3 años, con un mínimo de 1 en barrica. Para los blancos y rosados el tiempo es de 2 años, con 6 meses en barrica.
- Gran reserva. Son los vinos de añadas particularmente buenas. El envejecimiento es de cinco años con 18 meses en barrica. Los blancos y rosados son escasos.

La contraetiqueta lleva el sello oficial del Consejo Regulador de la Denominación de Origen, un número de orden que permite identificar el origen de la botella y, a menudo, un mapa de la zona o terruño de origen. También es habitual añadirle una nota de cata y sugerencia de servicio o de maridaje.

## Etiqueta de vino francés

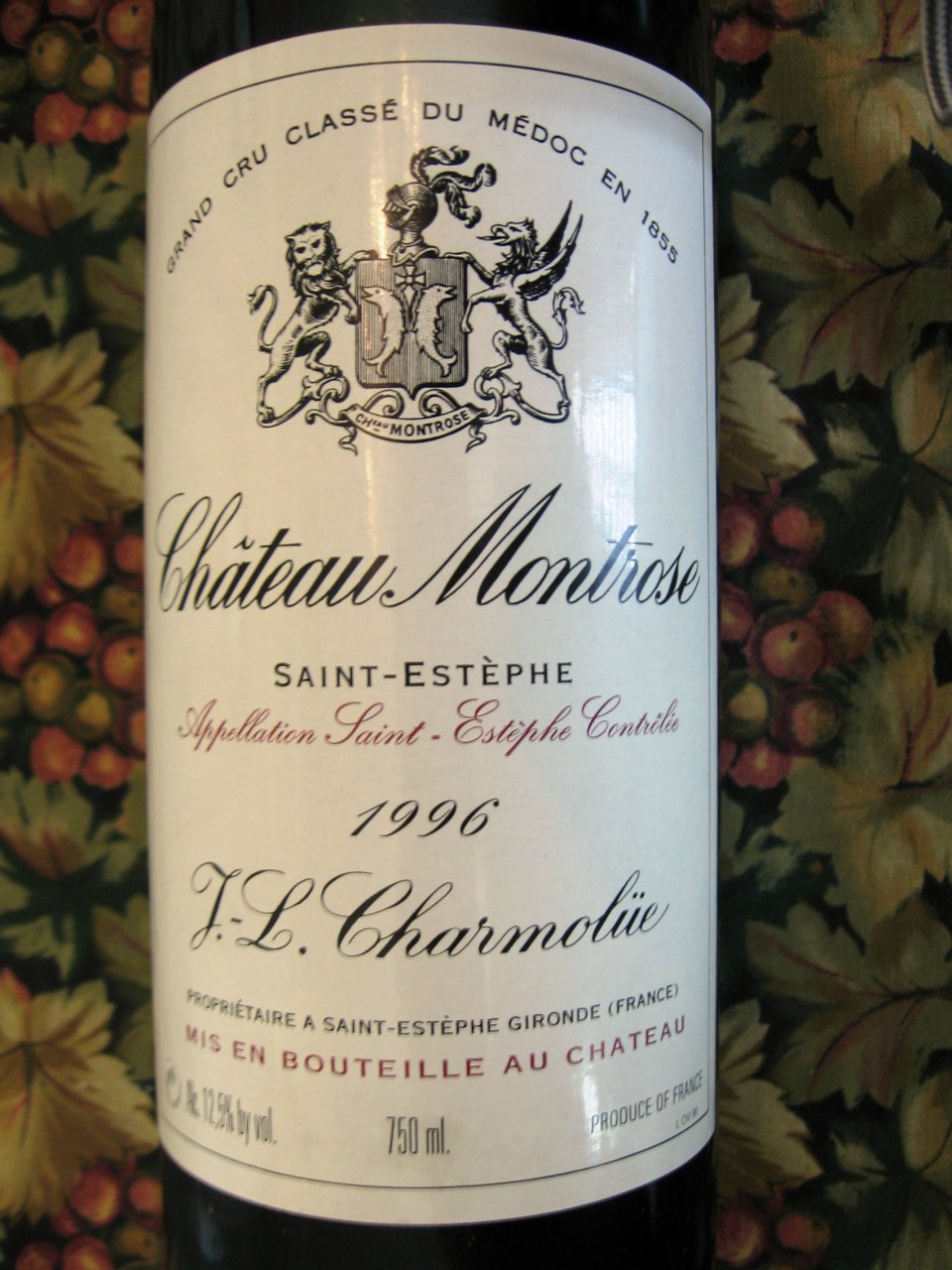
Grand Cru classé (2e Cru classé) de un vino de Burdeos de la AOC Saint-Estèphe.

En Francia las etiquetas están detalladamente reglamentadas y controladas por la Direction général de la Concurrence, de la Consommation et de la Répression des fraudes. Las menciones obligatorias son:
- Categoría: Vin de Table, Vin de Pays, Appellation d'Origine Vin Délimité de Qualité Supérieure (AOVDQS), Appellation d'Origine Contrôlée (AOC). En el caso de vinos de mesa sólo consta el nombre de la región. Los vinos de la tierra van seguidos del nombre de la zona geográfica (p.e. Vin de pays des Côtes Catalanes). Las denominaciones de origen se pueden expresar de dos formas, p.e. Appellation d'Origene Contrôlée Banyuls o Appellation Banyuls Contrôlée.
- Nombre y dirección del embotellador. Si se ha embotellado en la misma explotación vinícola puede llevar la indicación «mise en bouteille à la propiété/domaine/château...» Si dice «mise en bouteille dans nos chais» o «par nos soins» es un "vino de negocio" de un solo productor con uva que proviene de diferentes propiedades.
- El contenido. Normalmente es de 75 cl, pero también se puede encontrar media botella de 37,5 cl, un magnum de 1,5 l o un clavelin de 62 l en el Jura. En la región de Burdeos se encuentran también: marie-jeanne de 2,5 l, doble magnum de 3 l, jéroboam de 4,5 e imperial de 6 l. En la región de la Champaña se puede encontrar: un cuarto de 20 cl, jéroboam de 3 l, réhoboam de 4,5 l, mathusalem de 6 l, salmanazar de 9 l, balthazar de 12 l y nabuchodonosor de 15 l.
- La graduación alcohólica.
- El nombre del país: "Produit de France" o "Produce of France"

Menciones facultativas son:
- La añada (millésime)
- El nombre de marca. Los términos «château», «clos», «abbaye», «domaine» y «mas» se reservan a los vinos AOC y han de corresponderse con una realidad verificable en el catastro, excepto en el caso de château (castillo) que se ha convertido en un nombre tradicional en la región de Burdeos donde inicialmente los mejores pagos rodeaban a un château.
- La clasificación. Los diferentes términos «Cru» son menciones tradicionales jerárquicas reservadas a un número limitado de vinos y definidos por la legislación. Diferentes clasificaciones son:
  - En Burdeos, en general: Premier Cru, Deuxième Cru, Troisième Cru, Quatrième Cru y Cinquième Cru.
  - Para los burdeos del Médoc: Premier Cru classé a Cinquième Cru classé más Cru bourgeois, Cru bourgeois supérieur y Cru bourgeois exceptionnel.
  - Para los burdeos de Pessac-Léognan: Premier Grand Cru y Cru classé.
  - Para los burdeos de Sauternes: Premier Cru supérieur, Premier Cru classé y Deuxième Cru classé.
  - Para los burdeos de Saint Emilion: Premier Grand Cru classé y Grand Cru classé.
  - Para los vinos de Borgoña: Premier Cru y Grand Cru.
  - Para los vinos de Alsacia: Grand Cru.
  - Para los vinos de la Champaña: Grand Cru, Premier Cru y Second Cru.
- La mención de una variedad. En Francia, un vino varietal debe provenir al 100% de la variedad indicada.
- Otros:
  - «Vendages manuelles» (vendimia manual). En algunas regiones como la Champaña y el Beaujolais todas las vendimias son a mano.
  - «Cuvée non filtrée». En lugar de usar filtros se hace una clarificación colando aireando el vino y manteniendo los aromas.
  - «Vieilli en fût (de chêne)»: envejecimiento en barrica de roble.
  - «Cuvée spéciale»: es el vino de alta gama de un productor, pero se trata de una mención publicitaria no reglamentada.

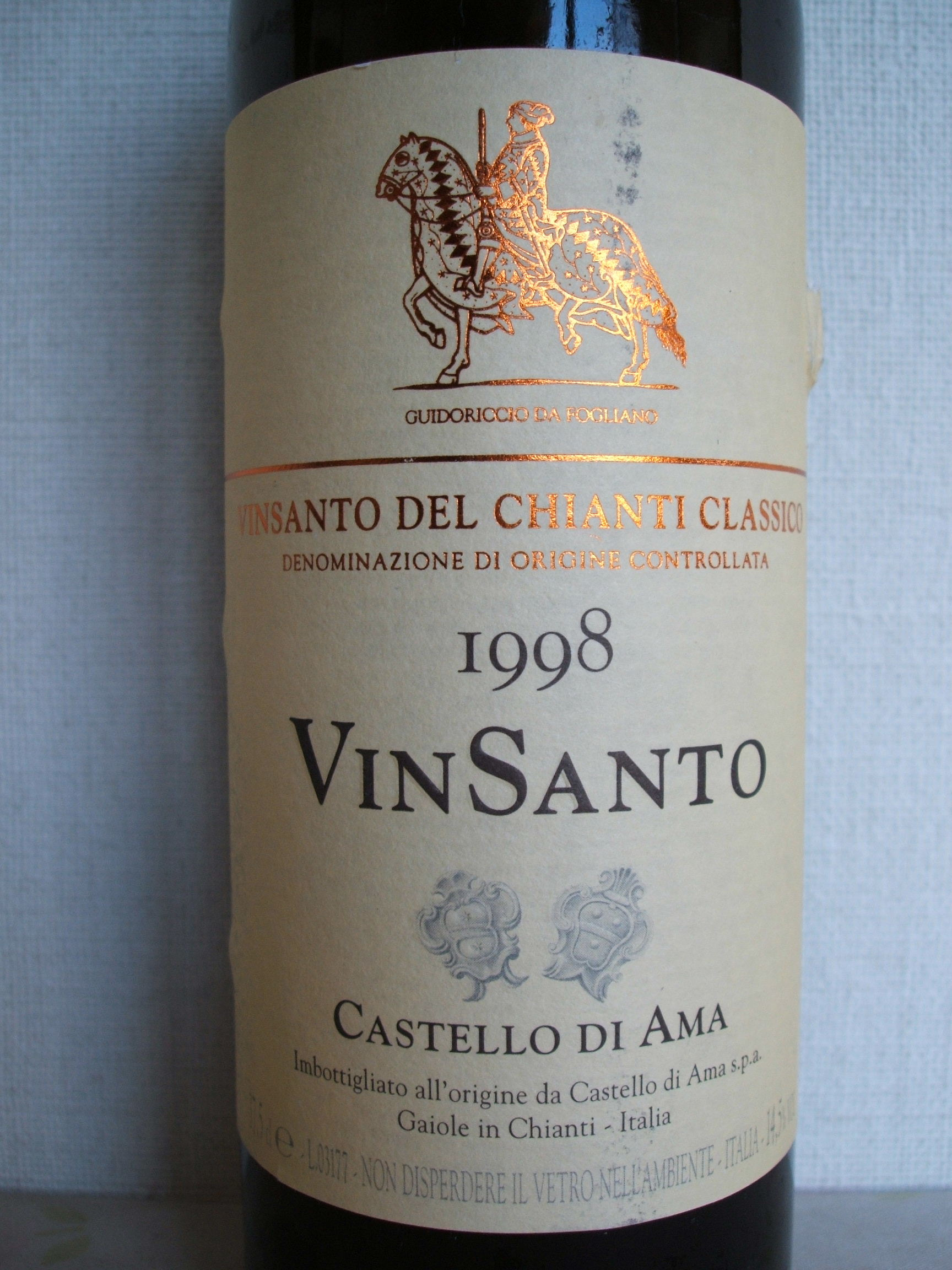
Etiqueta de un Vin Santo de Castello di Ama, proveniente de Chianti en Italia.

## Etiqueta de vino italiano
Las diferentes categorías reglamentadas son:
- Vino de tavola (vino de mesa)
- Indicazione geografica tipica, IGT, equivalente a vino de la tierra.
- Denominazione di Origine Controllata, (DOC).
- Denominazione di Origine Controllata e Garantita (DOCG).

Otras menciones: riserva o vecchio es un vino de crianza superior a la media, superiore es un vino más alcohólico, classico es la zona histórica de la denominación, novello es un vino joven, secco es un vino seco, abbocato es ligeramente dulce, amabile es dulce, liquoroso es un generoso, frizzante es un vino de aguja y spumante es un vino espumoso.

## La etiqueta de Vino y el RFID
Actualmente las etiquetas de vinos o de productos licorosos ya se pueden suministrar con la tecnnología RFID incorporada, convirtiéndose en una etiqueta electrónica capaz de seguir la trazabilidad desde su envasado haya el último paso de la cadena comercial.